# Långsjön (Säbrå socken, Ångermanland)
Långsjön är en sjö i Härnösands kommun i Ångermanland och ingår i Gådeåns huvudavrinningsområde. Sjön har en area på 2,67 kvadratkilometer och ligger 45,8 meter över havet. Sjön avvattnas av vattendraget Gådeån (Helgumsån).

## Delavrinningsområde
Långsjön ingår i det delavrinningsområde (694810-159986) som SMHI kallar för Utloppet av Långsjön. Medelhöjden är 77 meter över havet och ytan är 17,53 kvadratkilometer. Räknas de 48 avrinningsområdena uppströms in blir den ackumulerade arean 270,59 kvadratkilometer. Avrinningsområdets utflöde Gådeån (Helgumsån) mynnar i havet. Avrinningsområdet består mestadels av skog (55 procent), öppen mark (10 procent) och jordbruk (15 procent). Avrinningsområdet har 2,59 kvadratkilometer vattenytor vilket ger det en sjöprocent på 14,8 procent.